# Cantone di Neuilly-en-Thelle
Il Cantone di Neuilly-en-Thelle era una divisione amministrativa dell'arrondissement di Senlis.
È stato soppresso a seguito della riforma complessiva dei cantoni del 2014, che è entrata in vigore con le elezioni dipartimentali del 2015.
Comprendeva i comuni di:
- Balagny-sur-Thérain
- Belle-Église
- Boran-sur-Oise
- Chambly
- Cires-lès-Mello
- Crouy-en-Thelle
- Dieudonné
- Ercuis
- Foulangues
- Fresnoy-en-Thelle
- Le Mesnil-en-Thelle
- Morangles
- Neuilly-en-Thelle
- Puiseux-le-Hauberger
- Ully-Saint-Georges